# Velaine-en-Haye
Velaine-en-Haye era una comuna francesa que estaba situada en el departamento de Meurthe y Mosela, de la región de Gran Este que el 1 de enero de 2019 pasó a formar parte de la comuna nueva de Bois-de-Haye como comuna delegada.

## Demografía
| Gráfica de evolución demográfica de Velaine-en-Haye entre 1800 y 2016 |
|                                                                       |

Los datos demográficos contemplados en este gráfico de la comuna de Velaine-en-Haye se han cogido de 1800 a 1999 de la página francesa EHESS/Cassini, y los demás datos de la página del INSEE.